# 曾曰唯
曾曰唯（？—？），字希荣，号竟魯、冠轩，河南汝寧府光山县人，明朝政治人物。

## 生平
萬曆四年（1576年）丙子科河南鄉試第二名舉人，二十六年（1598年）戊戌科進士，大理寺觀政，萬曆二十七年（1599年）任順天府東安縣知縣。二十八年調武清县，本年丁憂。三十二年補山東淄川县知县，萬曆三十五年（1607年）為御史温如璋彈劾，三十八年升南京大理寺右评事，三十九年丁憂。四十一年補大理寺评事，四十二年升刑部山东司主事，四十三年会审梃击案。四十四年升员外郎，四十五年京察。天啓元年（1621年）降補山东臨清州同知，二年升南京都察院，五年升户部员外郎，六年升郎中，本年出任江西撫州府知府，崇祯元年考察。